# 暖秋
暖秋（だんしゅう）とは平年（1991 - 2020年の平均）に比べて気温の高い秋の事である。気象庁による3階級表現で9 - 11月の平均気温が「高い」に該当した場合の秋を言う（階級表現に関しては外部リンクも参照のこと）。近年での全国的な暖秋は、特に10月を中心に顕著な高温となった2018年など。

## 暖秋の原因
秋になっても日本の南の太平洋高気圧の勢力が強かったり、晩秋（11月）になっても寒気が弱かったり、また、偏西風の蛇行が弱く、日本付近に寒気が降りにくい状態の年は暖秋となりやすい。1977年、1998年、2003年、2009年のように冷夏の年でも暖秋になった事もあれば、1978年、1984年、1996年、2001年、2015年のように猛暑の年でも寒秋になった事もあるので、夏の気温が必ず秋に引き継がれるとは限らない。暖秋の年は早秋（特に9月前半）に厳しい残暑を伴う事が多いほか、気温が高いために紅葉も遅れがちになる。また、日本では1998年以降は全国的に顕著な暖秋となる年が多い。これは上記で示した以外に地球温暖化や気候変動なども要因に挙げられる。

## 暖秋の発生頻度
日本での暖秋年は戦後（とりわけ1998年以降）に圧倒的に多く、戦前では際立って少ない。戦後では昭和時代までは年代により、発生頻度の差が大きく明確な周期性ははっきりしていなかった。どの地方でも、1962年-1974年の15年間は平年を上回った秋がない。しかし、平成以降は暖秋となる年が頻発し、特に1998年以降、2001年や2002年、2014年や2015年、2017年を除いて顕著な暖秋が恒常化している。特に、1998年10月、1999年9月、2003・2004年の11月、2005年の9.10月、2006年11月、2007年9月、2010年9月、2011年11月、2012年9月は平年を1℃以上上回った。秋全体では、1999年、2011年、2019年、2022年から2024年が最も暖かい。また、2012年は北日本に限れば平年よりも1.7℃も暖かく、更に9月に限定すれば3.7℃も高かった。また、ラニーニャ発生年は顕著な暖秋になりやすいと見られる（典型的な例として1999年、2005年、2007年、2010年、2011年、2016年、2020年、2022年、2024年がある）。ただし、1955年、1964年、1967年、1971年、1973年、1984年、1988年、2017年はラニーニャ現象が起きていたにも拘らず、寒秋になった。しかし、近年では2003年、2004年、2008年、2012年、2013年、2019年など、ラニーニャ現象が起きていない年や、2006年、2009年、2018年、2023年のようにエルニーニョ現象が起きていた年でも暖秋になった事もある。

## 過去（戦後）の主な暖秋（日本）
1959年
この当時としては異例の暖冬、暖春となったこの年は暖秋となった年でもあり、残暑が厳しかった。9月には伊勢湾台風による甚大な気象災害をもたらした。
1961年
当時としては観測史上例のない記録的な残暑・暖秋となり、西日本では1998年と並ぶ戦後第2位タイの暖秋年である。また、9月には第2室戸台風による甚大な災害が発生した。
1975年
残暑傾向が著しい平成以降を除くと、1961年に次いで残暑が厳しい9月だった。10月以降は寒暖の変動が大きくなったものの、秋の平均気温は西日本を中心に高かった。
1977年
10月下旬 - 11月に特に著しい高温となり、秋の平均気温も東日本を中心に高かった。
1979年
9月後半以降高温傾向となり、南西諸島を除いて暖秋となった。10月には台風20号が和歌山県白浜町に上陸、その後は東日本・北日本を縦断し、多大な災害をもたらした。
1990年
夏の気温がかなり高かったこの年は秋も全国的に顕著な暖秋となり、特に北日本では当時戦後第1位の記録的暖秋となった。太平洋高気圧の勢力が秋以降も強かった影響で、11月30日には台風28号が和歌山県白浜町に上陸し、観測史上最も遅い台風の日本への上陸となった。
1994年
夏に記録的猛暑に見舞われたこの年は秋以降も高温傾向となり、3か月間通して気温が顕著に高かった。特に東日本や東北では、平年を1.1℃も上回った。
1998年
この年の夏は南西諸島や8月の西日本を除いて冷夏だったが、9月中旬に入ると冷夏から一転して太平洋高気圧が強まり、残暑が著しく厳しくなった。西日本では戦後第2位タイ、南西諸島で戦後第1位の暖秋となった。10月の高温が特に記録的であった。11月も東日本以西では暖かかったが、北日本では11月後半以降に強い寒気の影響を受けて気温が低下し、東北地方の日本海側では、11月としては異例の大雪に見舞われ、青森市では21日に11月としては史上最多となる62cmの最深積雪を記録した。
1999年
9月は東日本以西で記録的に残暑の厳しかった年で、特に東日本・近畿地方ではそれぞれ平年を2.0、2.1℃も上回り、観測史上1位になっている。10月以降も平年を大きく上回る暖かさが続いた。東日本では観測史上1位の暖秋となった年である。
2000年
9月は前年程ではないものの、残暑が厳しかった。10月以降も東日本以西では顕著な高温傾向が続き、曇りや雨の日が多かった。11月も東海以西ではかなり暖かく、11月2日には鹿児島県肝付町内之浦で31.2℃、同屋久島で30.7℃、宮崎県宮崎市で30.3℃を記録した。しかし他方では、北日本では10月後半頃から時折寒気の影響を受けやすくなり、11月には北海道の一部で記録的な大雪となった。
2003年
この年の夏は冷夏傾向であったが、9月に入ると冷夏から一転して太平洋高気圧が強まり、東日本以西では晴天が続き、残暑が厳しくなった。9月3日には静岡県浜松市で9月としては最も高い36.6℃、同磐田市で37.2℃、徳島市で35.7℃を記録した。同月13日にも新潟市で37.1℃を記録している。10月は寒暖の変動が大きく、時折寒気が南下して冷え込む日もあったが、11月は寒気の南下がほとんど無く、記録的に暖かくなり、上旬は季節外れの夏日を観測する事があった。鹿児島市では6日に11月としては史上最高の日最高気温29.5℃を記録した。
2004年
この年は8月を除き、年間を通して高温で、秋も東日本を中心に顕著な暖秋となった。夏の猛暑や9月以降の残暑の影響で、真夏日日数は全国的に多く、年間真夏日の日数は東京都内で70日、大阪市で94日、熊本市では105日と各地で過去最多記録を塗り替えた。10月の平均気温は平年並みであった。また、台風の上陸数が最も多かった年でもあり、9月には18号、21号が、10月には22号、23号が台風が相次いで上陸し、全国各地で大雨や暴風による甚大な災害をもたらした。11月以降も寒気の南下は弱く、2003年と並んで最も暖かい11月となったため、初霜や初氷の観測が平年よりかなり遅かった。
2005年
3年連続で残暑が厳しい年となり、9月は前年以上に暑かった所も多く、西日本では10月初めまで遅めの真夏日が続く地点があった。熊本市では年間の真夏日日数が106日に達し、前年に記録した105日の過去最多記録をまたしても塗り替えた。顕著な高温傾向は11月上旬まで続いたが、11月中旬には一時的に強い寒気が南下して気温が低下した。下旬には再び気温は高めになったものの、12月には一転して真冬並の強い寒気が月を通して南下し、全国的に大雪（平成18年豪雪）に見舞われ、記録的に寒い12月となった。
2006年
9月は2003 - 2005年のような厳しい残暑は無く、平年よりも涼しい地域が多かったものの、10月から11月にかけて顕著な高温傾向で推移し、秋の平均気温は全国的に高温となった。11月10日には大阪府堺市で夏日を記録した。前年のように12月になっても一転して気温が急降下する事は無く、冬も顕著な高温傾向で推移し、全国で戦後最大の記録的暖冬となった。なお、この年猛暑となった8月と移動性高気圧に覆われ、晴れる日が多かった10月を除き、1年を通じて曇りや雨の日が多く、全国的に顕著な日照不足となった。また、11月8日には北海道佐呂間町で竜巻（北海道佐呂間町竜巻災害）が発生し、被害をもたらした。この年は寒秋になりやすいとされるエルニーニョ現象が起きていたにも拘らず、暖秋になった。
2007年
2003年から5年連続での顕著な暖秋となり、西日本では戦後第1位の暖秋記録を塗り替えた。9月は台風9号が東日本を縦断した以後の中旬から下旬前半にかけ、特に太平洋高気圧の勢力が強まり、全国的に記録的な残暑となり、秋分以降でも季節外れの真夏日や熱帯夜を観測した地点があった。熊本市では9月1日から29日にかけて9月としては観測史上最長となる29日間連続真夏日となった（8月からの連続記録を加えると57日間連続）。10月は北日本で一時的な寒気の影響はあったものの、全国的には引き続き高温が著しく、この高温傾向は11月前半まで続いた。11月後半は北日本を中心に強い寒気が南下したため、気温が一気に低下し、東北地方から山陰地方にかけて初雪を観測した他、初氷は四国・九州まで全国的に観測された。また、北・東日本の山間部では11月としては記録的な大雪となったところがあった。
2008年
9月から10月にかけては寒気の南下が弱く、日本の南の太平洋高気圧の勢力も平年より強かったため、全国的に気温が高めとなり、秋の平均気温も全国的に高く、2003 - 2007年ほど顕著ではないが、2003年から6年も連続で暖秋となった。また、那覇市では11月6日から8日にかけて3日連続真夏日（11月としては初めて）を記録するなど、沖縄地方で11月上旬としては顕著な高温となった。しかし、9月末は寒気が南下して全国的に低温となり、西日本太平洋側でも最高気温が15℃前後となり、この時期としてはかなり肌寒い陽気となった。また、11月中旬後半から下旬には西日本を中心に真冬並の強い寒気が南下して全国的に低温となり、東海以西では19日から20日にかけては日最高気温10℃以下の真冬並みの寒さとなった。寒気の影響で、西日本では平地でも平年よりかなり早く、初雪・初氷等を観測した地点（福岡市、広島市、岡山市などで観測）があり、暖秋とは言え、寒暖の変動が大きく、冬の訪れが比較的に早かった。しかし、12月以降は寒気の南下が弱く、再び高温傾向に転じ、冬は西日本や沖縄・奄美地方で一時的に寒気の影響があった程度で、全国的に顕著な暖冬となった。また、この年は台風が全く上陸しなかったが、13号と15号はかなり接近したため、太平洋側を中心に大雨となった。
2009年
北日本では平年並（但し当時の平年値では平年よりやや高め）の気温であったが、東・西日本では高温となり、7年連続で暖秋となった。9月は平年よりも涼しい場所が多かったが、全国的に晴れる日が多く、雨の少ない状態が続き、9月の降水量は広い範囲で平年の半分以下の顕著な少雨だった。しかし、10月は上旬に上陸した台風18号の影響などで、太平洋側の地方で一転して多雨となり、11月も低気圧や停滞する前線の影響で、雨や曇りの日が多く、西日本を中心に降水量が平年を大きく上回った。また、3か月間通して一時的ながら寒気の影響を受ける時期があり、気温の変動が大きかった。なお、10月8日に愛知県に上陸した台風18号は、東海地方を中心に大雨を降らせ、各地で強風や竜巻等の影響が出た。日本本土への台風上陸は、2007年の台風9号以来2年ぶりで、2009年唯一の上陸となった。沖縄・奄美地方では、9月 - 10月上旬は太平洋高気圧に覆われ、晴れて記録的な高温となり、それ以降は気温の変動が大きくなったものの、平均気温は引き続き高めに経過したため、秋の平均気温はかなり高く、顕著な暖秋となった他、9月は顕著な少雨となったものの、10月は顕著な多雨、11月も多雨となったため、秋の降水量は多かった。また、この年はエルニーニョ現象が発生していた年では唯一の暖秋になっている。
2010年
観測史上最も暑い夏になった2010年であるが、その影響を引き摺ったまま9月に突入して、中旬までは例年の盛夏期を上回る暑さが続いた。岐阜県八幡市で39.1℃、同多治見市で38.5℃、同美濃加茂市で38.4℃、群馬県上里見で38.8℃、愛知県名古屋市で38.0℃、同東海市で38.8℃、埼玉県鳩山で38.5℃、京都府福知山市と同舞鶴市で38.3℃など、非常に多くの地点で9月としての最高気温を更新した。後半になると次第に暑さは収まったが、前半の極端な暑さが響き、9月の平均気温は全国的にかなり高くなった。全国平均では平年より1.45℃も高く、当時としては第4位になった（2012年に更新されたので、現在は5位に落ちている）。また、9月22日には、静岡市で36.3℃、神奈川県小田原市と群馬県館林市で35.8℃、山梨県甲府市で35.7℃を記録するなど、非常に遅くまで高温が続いた。10月も平年より高めで推移したが、同月下旬以降は周期的に寒気が南下し、気温の変動が大きくなり、11月は北日本を除いて平年並みかやや寒くなった。10月も平年を0.87℃上回り、観測史上5番目に暖かい。秋全体では9 - 10月が高温で経過したため、平均気温は平年よりも0.78℃高く（当時としては観測史上7位、現在は同8位）、2003年から8年も連続で暖秋となった。特に北日本では、平年を1.0℃上回り、当時としては観測史上3位の暖かい秋になった（2012年に更新されたので現在は4位に落ちている）。
なお、この年は春だけが平年よりも涼しかったが、他の季節は全て記録的な高温となっている。特に、8月は「観測史上最も暑い1か月」と呼ばれている。2010年の漢字には「暑」が選ばれたほどで、盛夏期だけではなく、9月の残暑が非常に厳しかったことも反映している。
2011年
9月は前年ほどではなかったものの、東日本以北を中心に残暑が厳しかったが、低温になる時期もあり、気温の変動が大きかった。平均気温は全国で平年を0.2 - 1.3℃上回り、9年連続の暖秋となった。10月も気温の変動が大きかったが、沖縄県を除いて平年よりも0.3-0.7℃ほど暖かかった。11月は西日本を中心にかなり暖かく、全国平均でも観測史上4番目に暖かくなった。11月20日には静岡県静岡市で26.2℃、神奈川県小田原市で25.9℃まで上がり、最も遅い夏日を記録した。この年は気温の地域差も少なく、全国平均では1999年に次いで観測史上2番目に暖かい秋となった。
2012年
北日本・東日本では、2010年から3年連続で記録的な残暑に見舞われた。特に北日本の9月は著しく、中旬の平均気温は平年を5.5℃も上回った。秋全体では北日本で1990年を上回る観測史上第1位の記録的暖秋に、東日本（観測史上9位）では2003年から10年連続で暖秋となった。しかし他方では、西日本の残暑は平年よりもやや厳しい程度に留まり、九州では9月も平年並み、南西諸島では期間を通して平年よりも寒かった。秋全体では北海道で1.9℃、東北で1.6℃、北陸で0.9℃も高かった一方、九州や南西諸島で平年よりも0.5 - 0.8℃ほども寒く、地域差が極端に大きかった。
2013年
2012年は北日本では記録的な残暑に見舞われた半面、今年は残暑の影響が昨年より2.9℃下がった。東日本・西日本・南西諸島ともに9月は平年並よりやや高いか、やや低い結果に終わった。しかし、10月になると東日本で1.9℃、北日本で1.3℃、西日本1.5℃も平年より高くなった。新潟県糸魚川で35.1℃の猛暑日となり、日本の10月の記録最高気温を更新した。11月になると一転し、北日本以外で0.4から0.9ほど平年より低くなった。初霜、初雪ともに北日本以外で早まり、西日本多くの都市でも初雪を観測。愛媛県松山市では35年ぶりに11月での雪となった。東日本で記録的低温に見舞われ、11月13日には群馬県草津町で最高気温が-0.4℃の真冬日を観測した。
2016年
2013年以来3年ぶりに暖かい秋となった。特に西日本以西でかなり高かった。しかし、北日本では10・11月が低温となり、北海道では2002年以来14年ぶりに顕著な低温となった。東日本では11月のみ低温で、11月24日に関東甲信地方で季節外れの積雪となったが、秋全体では気温が高かった。
2018年
2006年や2009年と同様、寒秋になりやすいとされるエルニーニョ現象が起きていたにも拘らず、暖秋になった。この年は1月と2月を除いて高温で、夏は記録的な猛暑に見舞われたものの、9月に入った途端に台風が相次いで発生し、2年連続で穏やかな残暑となった。しかし10月に入った途端、台風によるフェーン現象が発生したため、上旬は記録的な高温となり、6日には新潟県三条市で10月史上最も気温が高い36.0℃を観測した。そしてその後の10月も、西日本と南西諸島を除いて気温が低くなることは少なく、11月も西日本を除いて1か月を通して高温となった。その結果、北日本では平年差が+1.1℃となった。一方、10月の西日本は中旬に冷たい空気が流れた影響で平年並みとなり、南西諸島は月を通して気温が低く、平年差が-1.1℃となり、32年ぶりの低温となった。11月の西日本は高温の時期と低温の時期が分かれており、平年並みだった。
2019年
8月が猛暑となったこの年は9月以降も暖かい高気圧に覆われやすかったため、全国的に気温が高くなった。特に東日本と西日本では3か月を通して高温傾向が続き、秋の平均気温が東日本では平年比+1.6℃、西日本では平年比+1.4℃といずれも1946年以降で1位の記録となった。一方で、9月には令和元年房総半島台風（台風15号）が、10月には令和元年東日本台風（台風19号）が東日本に上陸し、甚大な被害をもたらした。
2020年
昨年に続き、全国的な暖秋となった。この年も8月が記録的高温となった影響を引きずり、9月は上旬を中心に顕著な高温となった。9月3日には新潟県三条市で40.4℃の最高気温を観測し、全国で初めて9月に40℃以上の気温となった。その後、10月から11月前半までは全国的に平年並みの気温で推移したが、11月18日から20日にかけ本州の広い範囲で観測史上最も遅い夏日となるなど、11月後半も全国的に顕著な高温となった。
2022年
全国的に平均気温がかなり高くなった。9月は暖かい空気に覆われやすく、残暑が厳しかった。11月は寒気の影響が弱く、低気圧の全面で南から温かい空気が流れ込んだ時期もあったため、高温となった。
2023年
エルニーニョ現象は起きたが夏は平年より高く、秋も昨年に続き、全国的に平均気温がかなり高くなった。9月は暖かい空気に覆われやすく、真夏並みの暑さで残暑が厳しかった。10月は東日本・西日本で寒秋となったが、11月に入ると全国的に再び高温と成り、特に北日本・東日本では1946年の統計開始以降、秋としては1位タイの高温を記録した。
2024年
夏は昨年に続いて平年より高く、2年連続で残暑が極めて厳しい年となり、9月は前年以上に暑かった所も多く、東日本から南西諸島では1946年の統計開始以降、それぞれ秋として1位の高温となった。10月以降も平年より高めで推移したが、11月の北日本・東日本は高温の時期と低温の時期が分かれており、気温の変動が大きい秋となった。
その他
1915年（10月のみ）、1928年（9月のみ）、1982年（11月のみ）、1983年（奄美のみ）、1987年（10月のみ）、1989年（北日本のみで11月が中心）、1991年（北海道のみ）、1993年（11月のみ）、1995年（北海道のみ）、1996年（沖縄県のみ）、1997年（11月のみ）、2001年（10月のみ）、2017年（南西諸島のみ）、2021年（9月の西日本・10月前半・11月の北日本のみ）

### 秋期（9、10、11月）の各年の平年比
平均気温平年差、1991 - 2020年の平年値。
- （+）* かなり高い
- （+） 高い
- （0） 平年並
- （-） 低い
- （-）* かなり低い

| 年     | 北日本 | 東日本 | 西日本 | 沖縄・奄美 |
| ------ | ------ | ------ | ------ | ---------- |
| 1946年 | -0.2   | -0.6   | -0.7   | -0.6       |
| 1947年 | -2.0   | -2.0   | -1.9   | -1.1       |
| 1948年 | -0.9   | -0.9   | -0.6   | -0.8       |
| 1949年 | -1.3   | -1.8   | -1.5   | -0.7       |
| 1950年 | -1.2   | -1.3   | -1.2   | -0.9       |
| 1951年 | -1.5   | -1.6   | -1.7   | -0.9       |
| 1952年 | -1.4   | -0.9   | -0.8   | -0.2       |
| 1953年 | -1.8   | -1.5   | -0.9   | -0.5       |
| 1954年 | -0.9   | -0.9   | -0.8   | -0.8       |
| 1955年 | -1.1   | -1.4   | -1.5   | -1.2       |
| 1956年 | -0.4   | -0.9   | -1.2   | -1.2       |
| 1957年 | -0.8   | -1.5   | -1.8   | -1.2       |
| 1958年 | -1.0   | -1.4   | -1.0   | -0.8       |
| 1959年 | -0.6   | -0.2   | -0.1   | -0.6       |
| 1960年 | -0.5   | -0.6   | -0.5   | -0.3       |
| 1961年 | +0.3   | +0.6   | +0.8   | -0.1       |
| 1962年 | -1.2   | -1.1   | -1.1   | -0.6       |
| 1963年 | -1.1   | -1.9   | -1.7   | -0.7       |
| 1964年 | -1.8   | -1.6   | -0.7   | -0.2       |
| 1965年 | -1.1   | -1.4   | -1.7   | -0.9       |
| 1966年 | -0.5   | -0.8   | -1.3   | -1.1       |
| 1967年 | -1.6   | -1.2   | -0.8   | -0.7       |
| 1968年 | -1.0   | -1.5   | -1.4   | -1.3       |
| 1969年 | -1.5   | -1.4   | -1.1   | -0.8       |
| 1970年 | -0.6   | -0.9   | -0.4   | -0.3       |
| 1971年 | -1.6   | -1.9   | -1.3   | -0.9       |
| 1972年 | -0.6   | -1.0   | -1.5   | -1.0       |
| 1973年 | -1.1   | -1.7   | -1.8   | -1.0       |
| 1974年 | -1.5   | -1.7   | -1.6   | -0.5       |
| 1975年 | -0.2   | -0.3   | 0.0    | -0.2       |
| 1976年 | -1.8   | -2.1   | -2.5   | -1.6       |
| 1977年 | -0.2   | +0.2   | 0.0    | -0.4       |
| 1978年 | -1.3   | -1.1   | -0.7   | -0.6       |
| 1979年 | -0.1   | +0.2   | -0.6   | -1.1       |
| 1980年 | -0.8   | -1.0   | -1.1   | -0.4       |
| 1981年 | -2.2   | -2.3   | -2.0   | -1.0       |
| 1982年 | -0.3   | -0.9   | -0.8   | -0.6       |
| 1983年 | -1.4   | -1.3   | -0.9   | 0.0        |
| 1984年 | -1.6   | -1.3   | -0.9   | -0.3       |
| 1985年 | -1.0   | -0.8   | -0.4   | -0.6       |
| 1986年 | -1.5   | -1.4   | -1.6   | -0.8       |
| 1987年 | -0.7   | -0.4   | -0.5   | +0.1       |
| 1988年 | -1.5   | -1.7   | -1.4   | -0.9       |
| 1989年 | +0.2   | -0.3   | -0.8   | -0.8       |
| 1990年 | +1.0   | +0.6   | +0.3   | -0.5       |
| 1991年 | -0.1   | -0.3   | -0.6   | -0.8       |
| 1992年 | -0.9   | -0.8   | -0.6   | -0.8       |
| 1993年 | -0.6   | -0.9   | -1.1   | -0.2       |
| 1994年 | +0.6   | +0.6   | +0.5   | -0.7       |
| 1995年 | -0.1   | -0.9   | -1.1   | -0.4       |
| 1996年 | -0.8   | -1.0   | -0.5   | 0.0        |
| 1997年 | -0.4   | -0.5   | -0.6   | -0.6       |
| 1998年 | +0.2   | +0.6   | +0.8   | +0.6       |
| 1999年 | +0.5   | +0.8   | +0.6   | +0.1       |
| 2000年 | -0.3   | +0.3   | +0.4   | +0.1       |
| 2001年 | -0.6   | -0.8   | -0.5   | -0.3       |
| 2002年 | -1.1   | -1.3   | -1.3   | -0.8       |
| 2003年 | -0.3   | +0.1   | +0.5   | +0.3       |
| 2004年 | +0.7   | +0.6   | +0.4   | -0.3       |
| 2005年 | +0.4   | +0.1   | +0.5   | +0.4       |
| 2006年 | +0.1   | +0.2   | +0.4   | +0.2       |
| 2007年 | 0.0    | +0.3   | +0.9   | +0.2       |
| 2008年 | +0.1   | -0.1   | 0.0    | +0.2       |
| 2009年 | -0.4   | -0.4   | -0.2   | +0.3       |
| 2010年 | +0.6   | +0.4   | +0.3   | -0.2       |
| 2011年 | +0.5   | +0.7   | +0.7   | +0.3       |
| 2012年 | +1.4   | +0.3   | -0.5   | -0.9       |
| 2013年 | +0.5   | +0.3   | +0.1   | -0.3       |
| 2014年 | -0.3   | -0.2   | -0.1   | +0.4       |
| 2015年 | -0.3   | 0.0    | -0.1   | +0.4       |
| 2016年 | -0.9   | +0.3   | +0.9   | +1.0       |
| 2017年 | -0.8   | -0.7   | -0.5   | +1.0       |
| 2018年 | +0.6   | +0.4   | -0.2   | -0.2       |
| 2019年 | +0.5   | +1.2   | +1.1   | +0.3       |
| 2020年 | +0.9   | +0.6   | +0.3   | +0.4       |
| 2021年 | +0.6   | +0.2   | +0.4   | +0.2       |
| 2022年 | +1.0   | +0.8   | +0.9   | +0.6       |
| 2023年 | +1.9   | +1.4   | +0.9   | +0.5       |
| 2024年 | +1.4   | +2.4   | +2.5   | +1.4       |